# حافظه رویدادی
حافظه رویدادی یا همان حافظه ی اپیزودیک (انگلیسی: Episodic memory) به نوعی از حافظه در انسان اشاره دارد که تجربه‌های ویژه شخصی را ذخیره می‌کند. حافظه رویدادی به همراه حافظه معنایی دو مقوله حافظه آشکار را تشکیل می‌دهند.
حافظهٔ رویدادی یا حافظهٔ رویدادهای ویژه شامل خاطرات ما از تجارب شخصی خودمان است، 'نوعی فیلم ذهنی از آنچه دیده یا شنیده‌ایم'. به سخن دیگر، حافظهٔ رویدادی شامل اتفاقاتی است که در زندگی ما رخ داده‌اند و به زمان و مکان خاصی وابسته هستند. برای نمونه، وقتی به یاد می‌آوریم که در میهمانی شب گذشته چه کسان تازه‌ای را ملاقات کردیم یا در آخرین روز جمعه‌ای که به کوه رفتیم چه منظره‌های تازه‌ای را دیدیم، خاطرات رویدادهای ویژه را به یاد می‌آوریم. اگر کسی از ما بپرسد که در آخرین جمعه‌ای که به کوه رفتیم چه منظره‌های تازه‌ای را دیدیم، ما عموماً صحنه‌های آن روز تعطیل را در کوهستان در پیش خود مجسم می‌کنیم و به یاد می‌آوریم که چه چیزهایی را دیده‌ایم؛ بنابراین، تصاویر ذهنی در حافظهٔ رویدادی نقش مهمی ایفاء می‌کنند. هم‌چنین سرنخ‌ها یا نشانه‌های مربوط به زمان و مکان به ما کمک می‌کنند تا اطلاعات را از این بخش حافظه بازیابیم.